# 1717
1717 (MDCCXVII) fue un año común comenzado en viernes según el calendario gregoriano.

## Acontecimientos
- 4 de enero: las Provincias Unidas, Inglaterra y Francia firman la Triple Alianza para hacer frente a España.
- 15 de febrero: en San Petersburgo (Rusia) se publica por primera vez El espejo honesto de la juventud o Instrucciones para una conducta de vida, el primer libro educativo para niños en Rusia, que se convirtió en un reflejo de la política estatal del zar Pedro el Grande (1672-1725) en la educación de la joven generación de la nobleza. El supuesto autor es el obispo Gabriel Buzhinsky de Riazán y Murom. El socio del zar, Yakov Bruce (1669-1735), participó activamente en la creación del libro y supervisó su publicación.
- 26 de abril: en cabo Cod (estado de Massachusetts) se hunde el barco negrero Whydah Gally debido a una fuerte tormenta.
- 24 de junio: se reúnen cuatro logias operativas y se funda la Gran Logia Unida de Inglaterra, base de la actual y moderna francmasonería.
- 16 de julio: en México, los patriotas mexicanos expulsan definitivamente a los piratas de la Isla de Tris (hoy isla del Carmen) y fundan una aldea, la actual Ciudad del Carmen.
- 5 de agosto: en Santiago de los Caballeros (Antigua Guatemala), la capital del Reino de Guatemala, se consagra la imagen de Jesús Nazareno de la Merced. (Esa imagen actualmente se encuentra en la Iglesia de Nuestra Señora de las Mercedes, en la Zona 1 de la Ciudad de Guatemala a donde fue trasladada en 1778).
- 19 de agosto: en la Capitanía General de Chile se funda la aldea de San Martín de la Concha (actual ciudad de Quillota).[1]
- 29 de septiembre: un terremoto de 7,4 destruye parcialmente la ciudad de Santiago de los Caballeros, capital del Reino de Guatemala.
- 12 de octubre: Políticas de los borbones, el rey Felipe V crea el Virreinato de Nueva Granada, anexando los actuales territorios de Ecuador y Venezuela.
- 25 de diciembre: en el Mar del Norte, una marea ciclónica afecta las costas de Alemania, Escandinavia y los Países Bajos. Mueren unas 14 000 personas.[2]
- En México, el pintor mexicano José Montes de Oca finaliza la obra Nuestra Señora de los Dolores, destinada a la Puebla de Cazalla.
- El Reino de España vulnera el Tratado de Utrecht y se hace temporalmente con el control de Cerdeña.

## Nacimientos
- 5 de enero: William Wildman Shute Barrington, político británico (f. 1793).
- 19 de febrero: David Garrick, actor y dramaturgo británico (f. 1779).
- 6 de abril: Luis de Unzaga y Amézaga, gobernador estadounidense y malagueño (f. 1793).
- 13 de mayo: María Teresa I de Austria, archiduquesa de Austria y reina de Hungría y Bohemia (f. 1780).
- Gaspar de Portolá, conquistador español de California (f. 1786).
- 5 de julio: Pedro III de Portugal, rey portugués.
- 16 de noviembre: Jean Le Rond d'Alembert, matemático y filósofo francés (f. 1783).

## Fallecimientos
- 13 de enero: Maria-Sibylla Meriam, científica precursora de la entomología, naturalista, exploradora, ilustradora científica y pintora alemana (n. 1647).
- 3 de abril: Jacques Ozanam, matemático francés (n. 1640).
- 26 de abril: Samuel Bellamy, pirata británico (n. 1689).